# كلايتون لاثام
كلايتون لاثام (بالإنجليزية: Clayton Latham) هو منافس ألعاب قوى أمريكي، ولد في 18 أبريل 1980 في تورونتو في كندا.

## وصلات خارجية
- كلايتون لاثام على موقع الاتحاد الدولي لألعاب القوى (الإنجليزية)